# Вторая Чжоу
Вторая Чжоу (кит. 周, Чжоу) — китайская императорская династия, которая существовала с 690 по 705 годы н. э., когда императрицей Китая была У Чжао (кит. 武照), более известная как У Цзэтянь (кит. 武则天). Чтобы отличить династию Чжоу от династии Чжоу доциньского периода (1122—249 до н. э.), данную династию называют У Чжоу (кит. 武周) или династия Южная Чжоу (кит. 南周). У Цзэтянь является первой и единственной женщиной в истории Китая, принявшей титул хуанди (император), который, как правило, относился к правителям-мужчинам. Правление династии началось после того, как У Цзэтянь в 690 году узурпировала трон своего сына, императора Жуй-цзуна и продолжалось до восстановления на престоле императора Чжун-цзуна в 705 году.
Став императрицей, У Чжао взяла себе имя У Цзэтянь. Столицей империи стал город Лоян (кит. 洛阳, Лоян), переименованный в Шэньду (кит. 神都, Шэньду).
Историки считают династию Чжоу промежуточным периодом в истории правления династии Тан.

## Предпосылки
До основания династии, У Цзэтянь принимала активное участие в придворной жизни и управлении государством. Её стремление к безграничной власти привело к тому, что она в 683 г. стала регентом при императорах Чжун-цзуне и Жуй-цзуне, которые были её сыновьями. Такое положение делало её фактическим правителем Китая, что давало ей преимущество в достижении поставленной цели — занять трон. У Цзэтянь покровительствовала буддизму и использовала его для легимитизации своих прав на престол. В 690 г. У Цзэтянь узурпировала трон, объявив себя императором новой династии Чжоу.

## История династии

### Возвышение буддизма
У Цзэтянь была единственной правящей представительницей династии Чжоу. Несмотря на незаконный захват власти, её правление характеризовалось как благополучное.
В первую очередь, У Цзэтянь отблагодарила буддистов за оказанную её поддержку в захвате власти. В 691 г. буддизм получил статус государственной религии и был поставлен над даосизмом и конфуцианством. Был издан указ о строительстве буддийских храмов по всей империи. Самым известным считается храм Даюнь (кит. 大雲寺 Даюньсы), построенный в честь императрицы.
Буддийские храмы начали играть важную роль в экономике Китая. Военная экспансия на земли Тибета и Туркестана не только обезопасила торговые пути на запад, но и увеличила площадь свободной земли, которую приобретали в собственность буддийские монастыри. За счёт большой площади, отведённой под сельское хозяйство, монастыри могли контролировать цены на рис и муку.
Культурное влияние буддизма способствовало улучшению качества переводов различных текстов, в том числе и религиозного содержания, а также формированию новых торговых путей в Индию и Западную Азию, которыми пользовались не только купцы, но и паломники. Переводы делались не только с индийских языков на китайский, но и с китайского на тибетский, корейский и японский, а также некоторые тюркские языки. Крупные города Чанъань и Лоян (Шэньду) стали центрами сосуществования различных религий, в том числе христианства и ислама.

### Внешняя политика
Во время правления У Цзэтянь Китай вёл успешную войну против Тибета за земли Западного Края (Туркестан). На северо-востоке, в 699 г. Китай совместно с тюрками разбил восставшие племена киданей. В то же время тюркский Капаган-каган, путём династического брака, пожелал восстановить китайскую династию Тан под своим правлением. Каган потребовал от Китая принца из рода Тан для женитьбы на его дочери. Однако У Цзэтянь направила к кагану принца из своего рода У. Каган отказался от предложения и напрямую потребовал восстановления династии Тан. Чтобы добиться выполнения своего требования, каган начал военную кампанию против Китая. Вместе с существовавшей оппозицией внутри империи, армия тюрков представляла серьёзную угрозу власти У Цзэтянь. Поэтому в 698 г. У Цзэтянь вернула из ссылки своего сына Ли Сяня — бывшего императора Чжун-цзуна из династии Тан и сделала его наследником. Таким образом, она уступила требованию кагана.

### Внутренняя политика
Внутренняя политика характеризуется постоянной борьбой У Цзэтянь с оппозицией. Её основными противниками выступали сторонники восстановления власти династии Тан. Ещё до восшествия на престол У Цзэтянь организовала сеть шпионов и информаторов, докладывавших о деятельности чиновничьей знати империи. С 686 г. императрица начала награждать информаторов званиями. Система доносов, созданная с целью борьбы с оппозицией, стала инструментом массового террора. Широкой практикой стали ложные обвинения.
Важным вопрос оставался вопрос престолонаследия. Между членами семей У и Ли (династия Тан) проходила борьба за титул наследника престола. Чтобы не допустить возможной войны, У Цзэтянь в 699 г. приказала обеим семьям присягнуть друг другу.

### Конец династии
В 697 г. У Цзэтянь было 73 года и она не могла столь же эффективно удерживать власть, как прежде. В этом же году, у неё появилось два новых фаворита — братья Чжан Ичжи (кит. 張易之) и Чжан Чанцзун (кит. 張昌宗). Братья очаровали императрицу, и она сделала их не только своими личными советниками, но и любовниками. В короткий срок братья Чжан, оказавшись на вершине власти, начали ею злоупотреблять: они безнаказанно присваивали чужие земли, продвигали своих родственников в должностях и организовывали заговоры против сторонников восстановления династии Тан. Последние годы правления У Цзэтянь — период коррупции и произвола власти.
С 704 г. У Цзэтянь испытывала серьёзные проблемы с здоровьем. Во время болезни, только братья Чжан допускались в её покои. При дворе появлялись слухи о намерении братьев Чжан узурпировать трон. Недовольством коррупцией и братьями воспользовалась группа лояльных династии Тан чиновников. 20 февраля 705 г. заговорщики, в число которых входили высшие лица государства, убили братьев Чжан и потребовали отречения У Цзэтянь в пользу её сына Ли Сяня (Чжун-цзуна). У Цзэтянь выполнила требование передать трон сыну. Бывшая императрица была перевезена во дворец Шанъян (кит. 上陽宮), ей был дарован титул «Императрица-регентша Цзэтянь Дашэн» (кит. 則天大聖皇帝). Императором стал Чжун-цзун, Династия Тан была восстановлена.
16 декабря 705 г. У Цзэтянь скончалась в возрасте 82 лет. В 706 г. она была похоронена рядом с древней столицей Чанъань в мавзолее Цяньлин (кит. 乾陵). Династия Чжоу прекратила своё существование.

## Место династии в истории Китая
Традиционная китайская историография рассматривает династию Чжоу, как период правления династии Тан, так как У Цзэтянь была супругой двух императоров Тан, и она была похоронена в мавзолее Цяньлин — усыпальнице императоров династии Тан. Кроме того, У Цзэтянь была единственным императором династии Чжоу, что не соответствует концепции династии.

### Мнения
Долгое время правление У Цзэтянь рассматривалось как период тирании. За ней до самого конца имперского периода истории Китая закрепилась дурная слава. Её образ не соответствовал «мягкому, милостивому и добродетельному» образу женщин в традиционной китайской культуре. В XX веке, однако, художественные произведения отображают У Цзэтянь уже как мудрую правительницу.
Тем не менее, исторически (а не согласно романам) её правление началось и продолжалось с обширным насилием, в сочетании с использованием шпионской сети и системы доносов. Против неё выступала старая знать, не признававшая власти женщины и некоторые члены семьи Ли, желавшие восстановления династии Тан.

### Достижения
У Цзэтянь стала автором нескольких литературных произведений. Под её руководством, чиновниками были написаны ряд работ, включая «Биографии известных женщин» (кит. 列女傳), «Руководства для имперских подданных» (кит. 臣軌) и «Новые учения для официальных чинов» (кит. 百僚新誡) и другие. Кроме того, У Цзэтянь ввела в китайский язык несколько новых иероглифов, вышедших из употребления сразу после её смерти.
У Цзэтянь была покровительницей буддизма в Китае. По всей империи строились буддийские монастыри, совершенствовались переводы священных текстов. Кроме того, У Цзэтянь делала больше пожертвования для строительства огромной скульптуры Будды Майтреи в пещерах Лунмэнь (кит. 龙门). Комплекс пещер Лунмэнь, на сегодняшний день входит в перечень объектов всемирного наследия ЮНЕСКО. В число таких объектов также входит Большая Пагода диких гусей (кит. 大雁塔), перестроенная в 704 г. по приказу У Цзэтянь.
Конфуцианство тоже не осталось без внимания императрицы. Оно было основой древней системы китайских экзаменов кэцзюй, позволявший поступить на государственную службу. У Цзэтянь смогла привлечь к государственным постам большое количество талантливых людей, ставших опорой императрицы и противовесом нелояльной знати. Государство получило обновлённый бюрократический аппарат, основанный на меритократии.
Проводимая внешняя политика позволила вернуть утраченные земли и расширить территорию государства. Возвращение Западного Края расширило контакты на западе, способствовало развитию торговли.